# 滄浪号ハイジャック事件
滄浪号ハイジャック事件（チャンナンごうハイジャックじけん、朝鮮語: 창랑호납북사건 / 滄浪號拉北事件）は、1958年2月16日に大韓航空の前身である大韓国民航空社（1946年設立、KNA）の旅客機が、朝鮮民主主義人民共和国（北朝鮮）の工作員によってハイジャックされた事件。大韓民国（韓国）史上初のハイジャック事件である。

## 概要

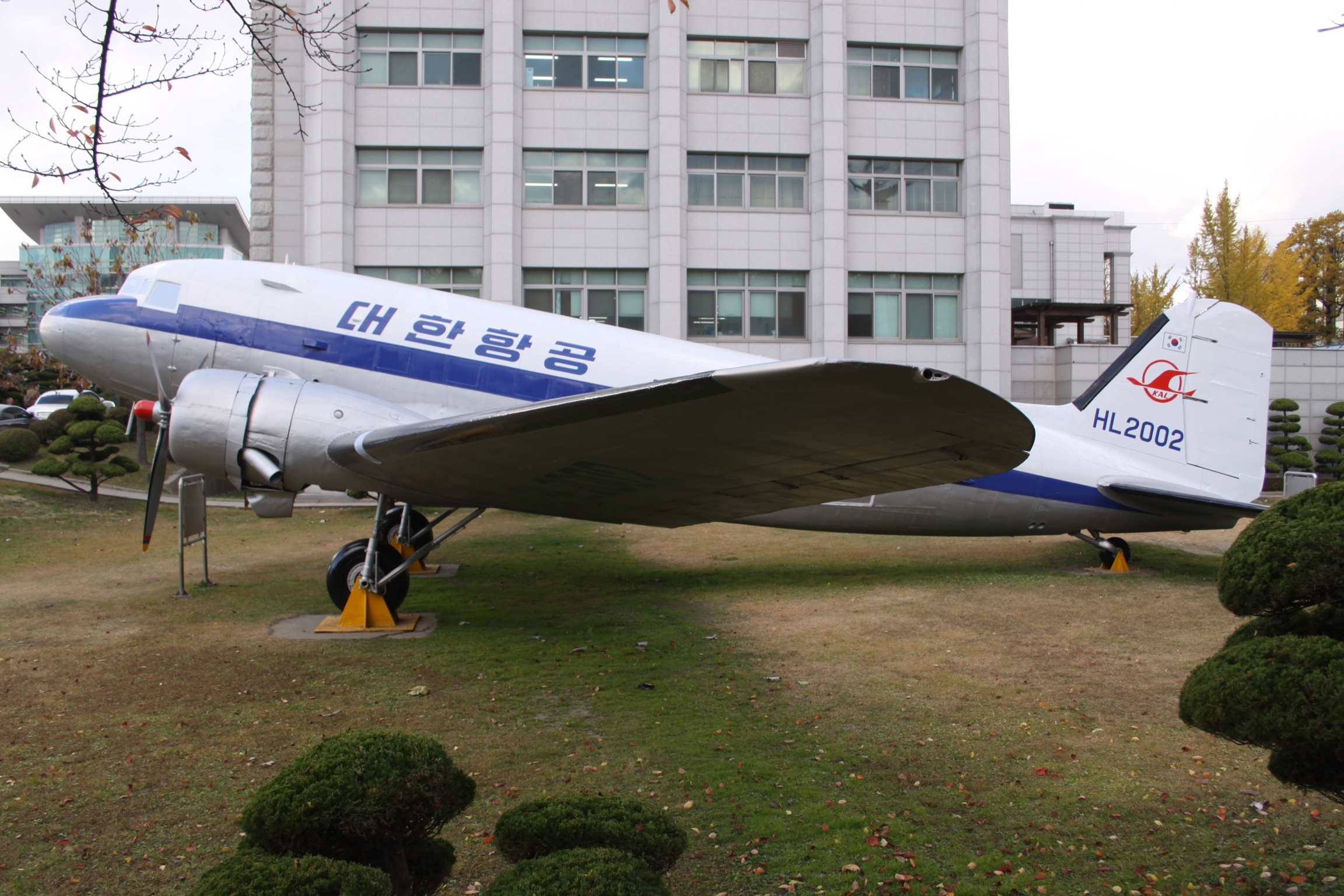
同型機のDC-3

1958年2月16日、釜山発ソウル行きの大韓国民航空「滄浪（チャンナン）号」（DC-3機、登録番号HL106）は、乗客30名、乗務員3名、アメリカ軍の軍事顧問団員1名を乗せて午前11時30分に離陸した。しかし、平沢（ピョンテク）上空に差し掛かったところで工作員が同機をハイジャック、軍事境界線を超えて北朝鮮の平安南道にある順安空港に強制着陸させた。
北朝鮮当局は、報道機関を通じて「大韓国民航空が『義挙越北』した」（自らの意思で軍事境界線を越えた）と発表した。しかし、その一方で韓国警察は同月20日「北朝鮮工作員である金沢善ら3名が犯人である」と発表し、25日には奇徳永など3名を事件幇助と背後操作の嫌疑で逮捕した。
韓国政府は、2月22日に国会で北朝鮮の「蛮行」を糾弾する決議を行ない、国連軍に参加16か国に対し協力を求めるメッセージを送った。それを受け、2月24日に国連軍の軍事停戦委員会で首席代表が乗客と乗務員、機体の早急な送還を北朝鮮へ要求し、1958年3月6日、客室乗務員、乳児1名、実行犯と思われる7名を除く乗客と乗務員が韓国へ帰還したが、北朝鮮は「滄浪号」を返還しなかったため、大韓国民航空は運営上の大きな打撃を受け、赤字解消に頭を悩ませることとなった。
1958年4月9日に沙里院市で実行犯歓迎大会が行われ、国旗勲章が授与された。
その後、奇徳永ら3人は裁判に掛けられたが、奇徳永はスパイ罪以外の罪状で懲役7年の刑を言い渡され、他の2名は無罪として釈放された。

## 事件の背景
この事件の背景には、当時、中国の周恩来首相の北朝鮮訪問を控えた北朝鮮側がKNA航空機の自発的な集団亡命を自作自演することで、共産主義体制の優位性を示すねらいがあったことが判明した。しかし、滄浪号乗員としてアメリカ人運航乗務員2名と乗客としてドイツ人軍事顧問1名が含まれていたため、欧米諸国を含む国際問題へと発展したのであった。